# Dmitri Glukhovski
Dmitri Alekséievitx Glukhovski, rus: Дмитрий Алексеевич Глуховский, (12 de juny de 1979) és un escriptor i periodista rus. L'any 2002 va publicar la seva primera novel·la, Metro 2033, de lectura gratis a la seva pàgina web (en rus). La novel·la va crear un gran nombre de seguidors i la seqüela, Metro 2034, es va convertir en tot un bestseller. També és autor d'unes historietes, Històries de la Mare Pàtria, en la que se satiritza l'actualitat russa.

## Llibres
Metro 2033: Relata l'aventura d'un jove ciutadà d'una de les estacions de metro de la devastada Moscou, que l'any 2033 després d'una guerra nuclear ha quedat arrasada. Els ciutadans de Moscou s'han refugiat en el metro i han format petites ciutats a les estacions. Aquest jove ciutadà, l'Artjom, ha d'alertar a una llegendària estació de metro, la Polis, del perill que pateix tota l'estació per culpa d'uns mutants de l'exterior.
L'any 2007 va guanyar l'Encouragement Award of the European Science Fiction Society del prestigiós concurs EuroCon.
També s'està fent el videojoc de Metro 2033 de la mà de 4A Games.
Metro 2034: És la seqüela de Metro 2033. En aquesta novel·la publicada a la pàgina web oficial, Dmitry va convertir la novel·la en una autèntica obra d'art, creant una banda sonora original i amb dissenys a oli per il·lustrar-la. Aquesta va vendre 300.000 còpies en 6 mesos convertint Metro 2034 en la novel·la nacional més venuda.